# Pulvermetallurgie
Die Pulvermetallurgie bezeichnet einen Zweig der Metallurgie, der sich mit der Herstellung von Metallpulvern und deren Weiterverarbeitung befasst. Die Fertigungsverfahren der Pulvermetallurgie sind gekennzeichnet durch die mechanische Verdichtung von Metallpulvern in Formwerkzeugen oder Pressen und gleichzeitiges oder anschließendes Sintern des „Grünlings“ bei hohen Temperaturen oder Warmwalzen zu einem Block.
Das Ergebnis sind feste, feingefügige Halbzeug- oder Fertigteile. Besonders geeignet ist Sintern für die Massenproduktion kleiner, leichter Formteile und Walzen für große Sintermetallblöcke.
Für hochschmelzende Metalle wie Wolfram ist die Pulvermetallurgie das einzige mit vertretbarem Aufwand anwendbare Verfahren.

## Historisches
Die Geschichte der Pulvermetallurgie und des Sinterns von Metallen und Keramiken sind eng miteinander verbunden. Als Sintern bezeichnet man die Wärmebehandlung vorgepresster Formteile aus feinen Materialien (Pulver), wodurch feste Metall- oder Keramikteile mit genau definierten Maßen und Eigenschaften herstellbar sind.
Es ist nachgewiesen, dass bereits vor dem 12. Jahrhundert v. Chr. vorgepresste Gegenstände mit dieser Methode erzeugt wurden. Damals wurde das Pulver durch Reduktionsverfahren aus Schwammeisen händisch bzw. mechanisch gewonnen und anschließend gesintert oder geschmolzen.
Als Begründer der heute verwendeten Techniken in der Pulvermetallurgie gilt Gerhard Zapf (* 1909), Professor für Werkstoffkunde an der Universität Karlsruhe, Fabrikant in Krebsöge und Gesellschafter mehrerer Sintermetallwerke.

## Drei Herstellungsschritte
Die Fertigung pulvermetallurgischer Produkte umfasst im Wesentlichen drei Teilbereiche:

### Metallpulver
Es werden Metallpulver reiner Metalle oder auch von Legierungen in Korngrößen unter 0,6 mm benötigt. Die Art der Pulverherstellung hat starken Einfluss auf die Eigenschaften der Pulver, weshalb sich sehr viele verschiedene Verfahren entwickelt haben. Verwendet werden mechanische Verfahren, chemische Reduktionsverfahren oder elektrolytische Verfahren, sowie die Karbonylverfahren, Schleuder-, Verdüsungs- und andere Verfahren. Bei mechanischem Legieren werden Stahl- und Titankarbidpulver gemeinsam vermahlen. Sie verschweißen dabei zu Agglomeraten und werden immer wieder aufgebrochen, so dass Teilchen neuer Zusammensetzung entstehen. Diese Legierungsmethode liefert ein sehr feinkörniges Pulver. Es wird entweder durch kaltisostatisches Pressen zu Rohbauteilen oder Grünlingen geformt und anschließend bei 1200 bis 1500 °C im Vakuum gesintert oder durch heißisostatisches Pressen weiterverarbeitet.

### Formgebung
Die Formgebung von Sinterteilen beginnt mit der Verdichtung des Metallpulvers in einer mehr oder weniger kompliziert geformten Matrize. Dabei wird von zwei oder mehreren vertikal beweglichen Stempeln von oben und unten hoher Druck (300 – 800 N/mm²) auf das in der Matrize befindliche Pulver ausgeübt. Unter dem Einfluss dieses hohen Pressdrucks werden die Pulverteilchen so eng zusammengepresst, dass sie sich miteinander mechanisch verklammern und/oder miteinander kaltverschweißen. Der auf diese Weise entstandene Pressling wird aus der Matrize ausgestoßen und besitzt, wenn der Pressvorgang erfolgreich war, eine für seine weitere Verarbeitung hinreichend gute Festigkeit. Um den Pressvorgang zu erleichtern und Verschleißerscheinungen an Matrize und Stempeln so gering wie möglich zu halten, wird dem Pulver vor dem Verpressen ein Schmiermittel zugesetzt.
Im Markt sind mechanische, servo-elektrische und hydraulische Pulverpressen verfügbar.

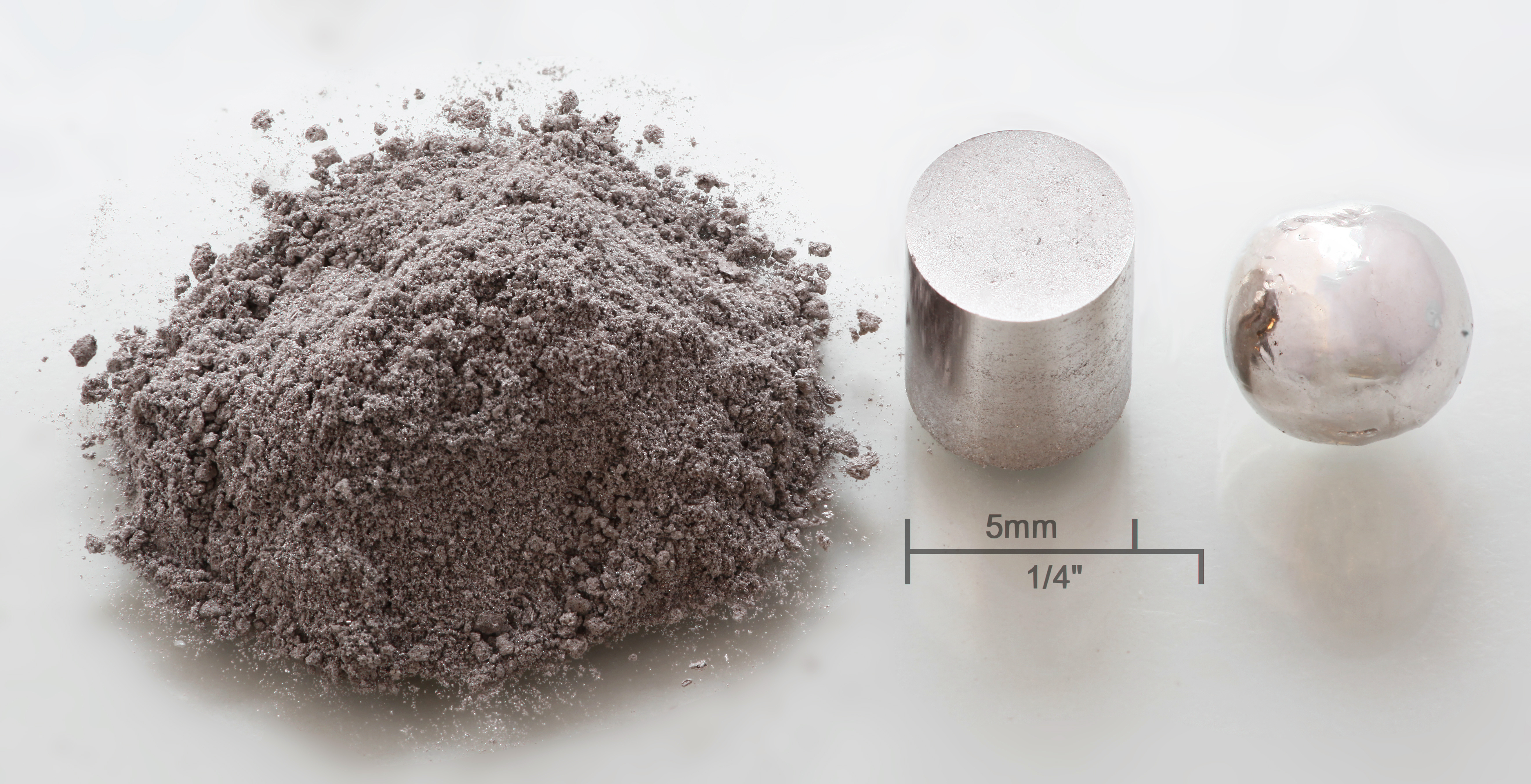
Rhodium-Pulver wurde mit ca. 2 GPa zur Weiterverarbeitung verpresst und zu Halbzeug umgeschmolzen. Sichtbar ist je 1 g: Pulver, Pressling, Schmelzperle.

Das Pulver wird in Presswerkzeugen unter hohem Druck zwischen ca. 0,1 und 1 GPa zu Grünlingen verdichtet.
Weitere Verfahren sind Verdichten durch Vibration, das Schlickergießverfahren, Schüttverfahren und Verfahren mit Zusatz von Bindemitteln.

### Sintern
Bei der Wärmebehandlung (dem eigentlichen Sintern) werden die Pulverkörnchen an ihren Berührungsflächen durch Diffusion der Metallatome in eine feste Verbindung gebracht. Die Sintertemperatur liegt bei einphasigen Pulvern, die aus einheitlichem Material bestehen, zwischen 65 und 80 % der Solidustemperatur. Bei mehrphasigen Pulvern wird dagegen allgemein in der Nähe oder oberhalb der Solidustemperatur der am niedrigst schmelzenden Phase gesintert. Die Zwischenräume offenporiger Werkstücke können nach dem Sintern auch durch Tauchen in eine Metallschmelze ausgefüllt werden.
Die Sinterung geschieht in Durchlauföfen bzw. Haubenöfen unter Schutzgas oder in Vakuumöfen.
Alle Sintermetalle sind porös, wobei Dichten bis 99 % erreichbar sind. Eine vollständige Verdichtung wird in einigen Fällen durch Warmwalzen erreicht. Nach einer Kalibrierung weisen die Werkstücke hohe Maßgenauigkeit und Oberflächengüte auf.

## Werkstücke
Die Verfahren werden für die Formteile-Hartmetallherstellung und das Pulverspritzgießen eingesetzt. Die Pulvermetallurgie kommt wegen der teuren Preßwerkzeuge nur bei großen Serien und nur bei kleinen, leichten Teilen zur Anwendung.
Das wichtigste Anwendungsgebiet ist die Automobilindustrie. Typische Produkte sind z. B. (ölgetränkte) Lagerschalen und Lager, Motoren- und Getriebe-Formteile, Siebe, Filter und Dauermagnete.
Auch Glühdrähte in Vakuumröhren und Glühlampen sind Produkte der Pulvermetallurgie.